# Slå först Freddie!
Slå först Freddie! (danska: Slå først, Frede!) är en dansk komedifilm från 1965 i regi av Erik Balling. I huvudrollerna ses Morten Grunwald, Ove Sprogøe, Poul Bundgaard, Essy Persson och Martin Hansen. Filmen är en parodi på James Bond-filmer och tillsammans med uppföljaren Huka dej, Fred - dom laddar om! (1966) kan den även ses som en föregångare till filmerna om Olsen-banden. Flera av upphovsmakarna är de samma, liksom humorn och tre av medlemmarna i Olsen-banden är med i filmen. Filmen mottog två Bodil-priser 1966, en för årets bästa danska film och en för bästa manlige biroll till Poul Bundgaard. 

## Rollista i urval
- Morten Grunwald - Frede Hansen
- Ove Sprogøe - agent Smith
- Poul Bundgaard - Kolick
- Essy Persson - Sonja
- Martin Hansen - doktor Pax, chefen
- John Wittig - agent
- Frankie Steele - agent
- Jørgen Blaksted - agent
- Edward Fleming - agent
- Valsø Holm - en dansk
- Søren Rode - Schnitzel
- Philippe Decaux - Primow
- Freddy Koch - Zinck
- Karl Stegger - Prwsztch
- André Sallyman - Schnorkel
- Knud Rex - Hachis
- Arthur Jensen - Carlo
- Else Marie - dam